# Justin Rose
Justin Peter Rose (Johannesburg, 30 luglio 1980) è un golfista inglese, di origine sudafricana.

## Biografia
Trasferitosi in Inghilterra all'età di 5 anni, è professionista dal 1999. Ebbe un tremendo inizio di carriera (non riuscì a superare il taglio per 21 manifestazioni consecutive). Trasferitosi negli Stati Uniti d'America nel 2003, si unì al PGA Tour. Dal 2003 ha vinto 3 gare del PGA Tour, è diventato numero 1 al mondo e ha, nel 2012, chiuso quella che è a tuttora la migliore performance mai registrata al PGA Championship, girando in 66 colpi (3º nella Classifica finale). Fa regolarmente parte della squadra european della Ryder Cup dove viene solitamente appaiato con Henrik Stenson. Nel 2016 vince la medaglia d'oro olimpica a Rio 2016, con 268 colpi (16 sotto il par). Questa è la prima medaglia d'oro nel golf della Gran Bretagna.
Viene nominato capitano della squadra britannica per la Team Cup 2025 riportandone la vittoria contro la squadra europea.

## Vita privata
Ha sposato la sua ragazza di lunga data nel 2006 (una ginnasta). La coppia vive alle Bahamas.

## Vittorie professionali (26)

### PGA Tour vittorie (12)
| Legenda                      |
| Tornei Major (1)             |
| World Golf Championships (2) |
| FedEx Cup playoff eventi (1) |
| Altri PGA Tour (6)           |

| No. | Data              | Torneo                        | Punteggio di vittoria | To par | Margine | Secondo                                       |
| --- | ----------------- | ----------------------------- | --------------------- | ------ | ------- | --------------------------------------------- |
| 1   | 6 giugno 2010     | Memorial Tournament           | 65-69-70-66=270       | −18    | 3 colpi | Rickie Fowler                                 |
| 2   | 4 luglio 2010     | AT&T National                 | 69-64-67-70=270       | −10    | 1 colpo | Ryan Moore                                    |
| 3   | 18 settembre 2011 | BMW Championship              | 63-68-69-71=271       | −13    | 2 colpi | John Senden                                   |
| 4   | 11 marzo 2012     | WGC-Cadillac Championship     | 69-64-69-70=272       | −16    | 1 colpo | Bubba Watson                                  |
| 5   | 16 Jun 2013       | U.S. Open                     | 71-69-71-70=281       | +1     | 2 colpi | Jason Day, Phil Mickelson                     |
| 6   | 29 giugno 2014    | Quicken Loans National (2)    | 74-65-71-70=280       | −4     | Playoff | Shawn Stefani                                 |
| 7   | 26 aprile 2015    | Zurich Classic of New Orleans | 69-66-65-66=266       | −22    | 1 colpo | Cameron Tringale                              |
| 8   | 29 ottobre 2017   | WGC-HSBC Champions            | 67-68-72-67=274       | −14    | 2 colpi | Dustin Johnson, Brooks Koepka, Henrik Stenson |
| 9   | 27 maggio 2018    | Fort Worth Invitational       | 66-64-66-64=260       | −20    | 3 colpi | Brooks Koepka                                 |
| 10  | 27 gennaio 2019   | Farmers Insurance Open        | 63-66-69-69=267       | −21    | 2 colpi | Adam Scott                                    |
| 11  | 6 febbraio 2023   | AT&T Pebble Beach Pro-Am      | 69-69-65-66=269       | −18    | 3 colpi | Brendon Todd, Brandon Wu                      |
| 12  | 10 agosto 2025    | FedEx St. Jude Championship   | 64-66-67-67=264       | −16    | Playoff | J. J. Spaun                                   |

PGA Tour playoff record (2–4)
| No. | Anno | Torneo                      | Sfidante        | Risultato                                   |
| --- | ---- | --------------------------- | --------------- | ------------------------------------------- |
| 1   | 2014 | Quicken Loans National      | Shawn Stefani   | Vinto con pari alla prima buca extra        |
| 2   | 2015 | Memorial Tournament         | David Lingmerth | Perso alla pari alla terza buca extra       |
| 3   | 2017 | Masters Tournament          | Sergio García   | Perso col tiro birdie alla prima buca extra |
| 4   | 2018 | BMW Championship            | Keegan Bradley  | Perso alla pari alla prima buca extra       |
| 5   | 2025 | Masters Tournament          | Rory McIlroy    | Perso col tiro birdie alla prima buca extra |
| 6   | 2025 | FedEx St. Jude Championship | J. J. Spaun     | Vinto col tiro birdie alla terza buca extra |

### European Tour vittorie (11)
| Legenda                      |
| Tornei Major (1)             |
| World Golf Championships (2) |
| Tour Championships (1)       |
| Rolex Series (2)             |
| Altri European Tour (5)      |

| No. | Data                  | Torneo                                  | Punteggio di vittoria | To par | Margine | Secondo/i                                     |
| --- | --------------------- | --------------------------------------- | --------------------- | ------ | ------- | --------------------------------------------- |
| 1   | 20 gennaio 2002       | Dunhill Championship1                   | 71-66-66-65=268       | −20    | 2 colpi | Mark Foster, Retief Goosen, Martin Maritz     |
| 2   | 2 giugno 2002         | Victor Chandler British Masters         | 70-69-65-65=269       | −19    | 1 colpi | Ian Poulter                                   |
| 3   | 26 novembre 2006 2007 | MasterCard Masters2                     | 69-66-68-73=276       | −12    | 2 colpi | Greg Chalmers, Richard Green                  |
| 4   | 4 novembre 2007       | Volvo Masters                           | 70-68-71-74=283       | −1     | Playoff | Simon Dyson, Søren Kjeldsen                   |
| 5   | 11 marzo 2012         | WGC-Cadillac Championship               | 69-64-69-70=272       | −16    | 1 colpo | Bubba Watson                                  |
| 6   | 16 giugno 2013        | U.S. Open                               | 71-69-71-70=281       | +1     | 2 colpi | Jason Day, Phil Mickelson                     |
| 7   | 13 luglio 2014        | Aberdeen Asset Management Scottish Open | 69-68-66-65=268       | −16    | 2 colpi | Kristoffer Broberg                            |
| 8   | 25 ottobre 2015       | UBS Hong Kong Open3                     | 65-66-64-68=263       | −17    | 1 colpo | Lucas Bjerregaard                             |
| 9   | 29 Oct 2017           | WGC-HSBC Champions                      | 67-68-72-67=274       | −14    | 2 colpi | Dustin Johnson, Brooks Koepka, Henrik Stenson |
| 10  | 5 novembre 2017       | Turkish Airlines Open                   | 69-68-64-65=266       | −18    | 1 colpo | Nicolas Colsaerts, Dylan Frittelli            |
| 11  | 4 novembre 2018       | Turkish Airlines Open (2)               | 65-65-69-68=267       | −17    | Playoff | Li Haotong                                    |

1Co-sanzionato dal Sunshine Tour

2Co-sanzionato dal PGA Tour of Australasia

3Co-sanzionato dal Asian Tour
European Tour playoff record (2–2)
| No. | Anno | Torneo                | Sfidante/i                  | Risultato                                     |
| --- | ---- | --------------------- | --------------------------- | --------------------------------------------- |
| 1   | 2007 | BMW PGA Championship  | Anders Hansen               | Perso col tiro birdie alla prima buca extra   |
| 2   | 2007 | Volvo Masters         | Simon Dyson, Søren Kjeldsen | Vinto col tiro birdie alla seconda buca extra |
| 3   | 2017 | Masters Tournament    | Sergio García               | Perso col tiro birdie alla prima buca extra   |
| 4   | 2018 | Turkish Airlines Open | Li Haotong                  | Vinto pari alla prima buca extra              |

### Japan Golf Tour vittorie (1)
| No. | Data          | Torneo     | Punteggio di vittoria | To par | Margine | Secondo          |
| --- | ------------- | ---------- | --------------------- | ------ | ------- | ---------------- |
| 1   | 5 maggio 2002 | The Crowns | 64-70-63-69=266       | −14    | 5 colpi | Prayad Marksaeng |

### Asian Tour vittorie (2)
| Legenda              |
| Eventi (1)           |
| Altri Asian Tour (1) |

| No. | Data             | Torneo              | Punteggio di vittoria | To par | Margine | Secondo/i            |
| --- | ---------------- | ------------------- | --------------------- | ------ | ------- | -------------------- |
| 1   | 25 Oct 2015      | UBS Hong Kong Open1 | 65-66-64-68=263       | −17    | 1 colpo | Lucas Bjerregaard    |
| 2   | 17 dicembre 2017 | Indonesian Masters  | 62-69-66-62=259       | −29    | 8 colpi | Phachara Khongwatmai |

1Co-sanzionato dal European Tour

### Sunshine Tour vittorie (2)
| No. | Data            | Torneo                | Punteggio di vittoria | To par | Margine | Secondo/i                                 |
| --- | --------------- | --------------------- | --------------------- | ------ | ------- | ----------------------------------------- |
| 1   | 20 gennaio 2002 | Dunhill Championship1 | 71-66-66-65=268       | −20    | 2 colpi | Mark Foster, Retief Goosen, Martin Maritz |
| 2   | 9 febbraio 2002 | Nashua Masters        | 64-68-65-68=265       | −15    | 1 colpo | Titch Moore                               |

1Co-sanzionato dal European Tour

### Altre vittorie (3)
| No. | Data             | Torneo                                                     | Punteggio di vittoria | To par  | Margine | Secondo        |
| --- | ---------------- | ---------------------------------------------------------- | --------------------- | ------- | ------- | -------------- |
| 1   | 14 novembre 2004 | Bilt Skins Game                                            | $42,500               | $42,500 | $7,000  | Daniel Chopra  |
| 2   | 12 ottobre 2012  | Turkish Airlines World Golf Final                          | 66                    | −5      | 1 colpo | Lee Westwood   |
| 3   | 14 agosto 2016   | Golf ai Giochi della XXXI Olimpiade - Individuale maschile | 67-69-65-67=268       | −16     | 2 colpi | Henrik Stenson |

## Tornei Major

### Vittorie (1)
| Anno | Campionato | 54 buche           | Punteggio di vittoria | Margine | Secondo/i                 |
| ---- | ---------- | ------------------ | --------------------- | ------- | ------------------------- |
| 2013 | U.S. Open  | 2 colpi di deficit | +1 (71-69-71-70=281)  | 2 colpi | Jason Day, Phil Mickelson |